# Yubileynyy (huyện)
Huyện Yubileynyy (tiếng Nga: ? райо́н) là một huyện hành chính tự quản (raion), của Tỉnh Moskva, Nga. Huyện có diện tích 2 kilômét vuông, dân số thời điểm ngày 1 tháng 1 năm 2000 là 27500 người. Trung tâm của huyện đóng ở Yubileynyy.